# Grup de la röhnita
El grup de la röhnita és un grup de minerals que forma part del supergrup de la safirina. Els seus membres són:
| Minerals       | Fórmula                                | Simetria     |
| Dorrita        | Ca₄(Mg₃Fe3+9)O₄(Si₃Al₈Fe3+O36)         | Tric.        |
| Høgtuvaïta     | Ca₄[Fe2+₆Fe3+₆]O₄[Si₈Be₂Al₂O36]        | Tric. 1 : P1 |
| Leucorhönita   | Ca₂(Mg,Fe3+,Al)₆(Si,Al)₆O20            | Tric.        |
| Makarochkinita | (Ca,Na)₂Fe2+₄Fe3+Ti[O₂\|BeAlSi₄O18]    | Tric. 1 : P1 |
| Rhönita        | Ca₂(Mg,Fe2+,Fe3+,Ti)₆[O₂\|(Si,Al)₆O18] | Tric. 1 : P1 |
| Serendibita    | Ca₄[Mg₆Al₆]O₄[Si₆B₃Al₃O36]             | Tric. 1 : P1 |
| Welshita       | Ca₄Mg9Sb₃O₄[Si₆Be₃AlFe₂O36]            | Tric. 1 : P1 |